# 117e Amerikaans Congres
Het 117e Amerikaans Congres was de zitting van het Congres van de Amerikaanse federale overheid die loopt van 3 januari 2021 tot en met 3 januari 2023. Het Amerikaans Congres bestaat uit de Senaat en het Huis van Afgevaardigden. Dit congres omvat de laatste weken van uittredende president Donald Trump en het eerste jaar en bijna het hele tweede jaar van de eerste ambtstermijn van president Joe Biden. De verdeling van de zetels in het Huis van Afgevaardigden over de staten is gebaseerd op de volkstelling in 2010.

## Data van sessies
- 1e sessie: 3 januari 2021 - 3 januari 2022
- 2e sessie: 3 januari 2022 - 3 januari 2023

## Verkiezing voor de voorzitter van het Huis van Afgevaardigden
De verkiezing van de voorzitter van het Huis van Afgevaardigden vond plaats in Washington D.C. op 3 januari 2021.
| Kandidaat       | Aantal stemmen (benodigd: 214) | Partij        |
| --------------- | ------------------------------ | ------------- |
| Nancy Pelosi    | 216                            | Democraten    |
| Kevin McCarthy  | 209                            | Republikeinen |
| Tammy Duckworth | 1                              | Democraten    |
| Hakeem Jeffries | 1                              | Democraten    |

## Grote gebeurtenissen

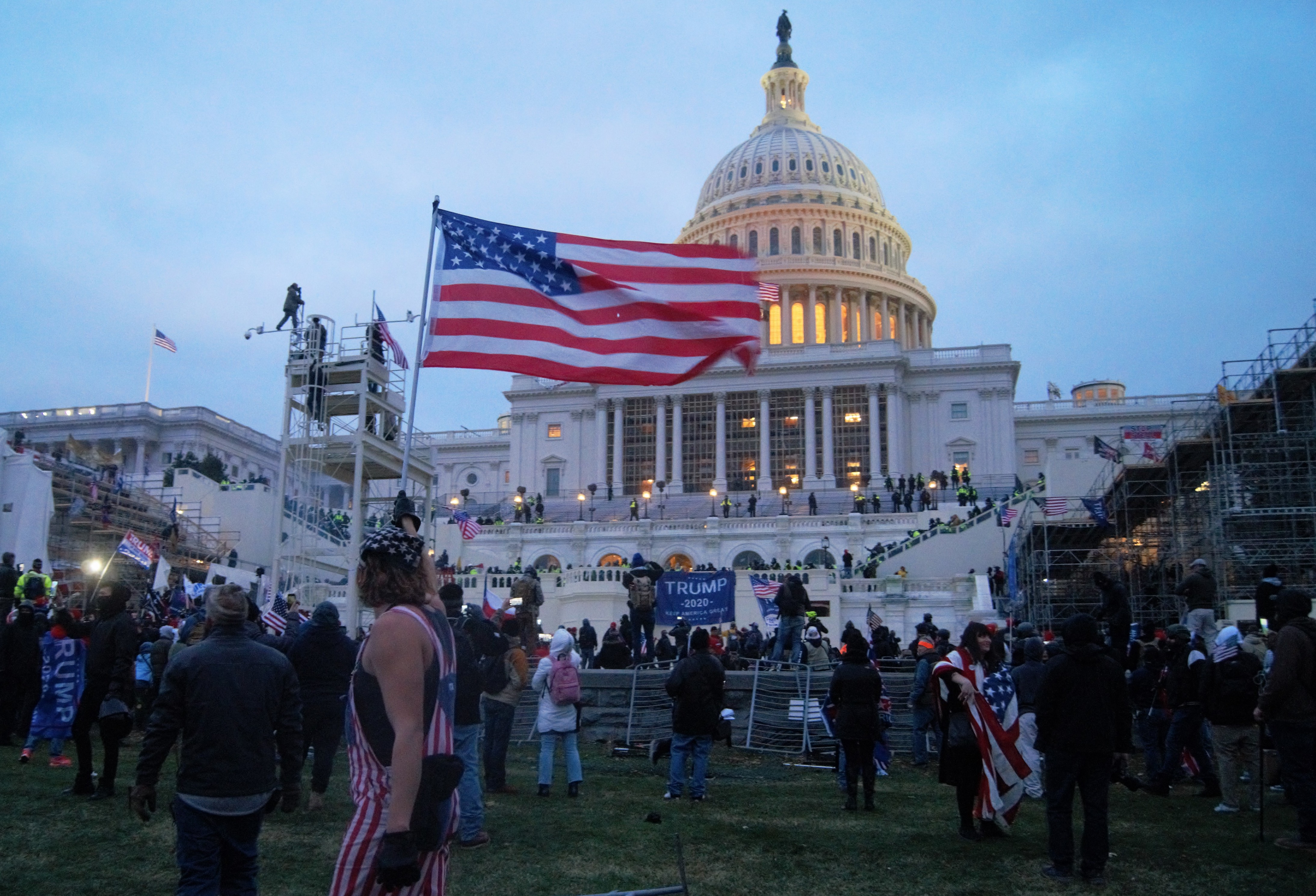
Bestorming van het Amerikaanse Capitool in 2021 (6 januari 2021)

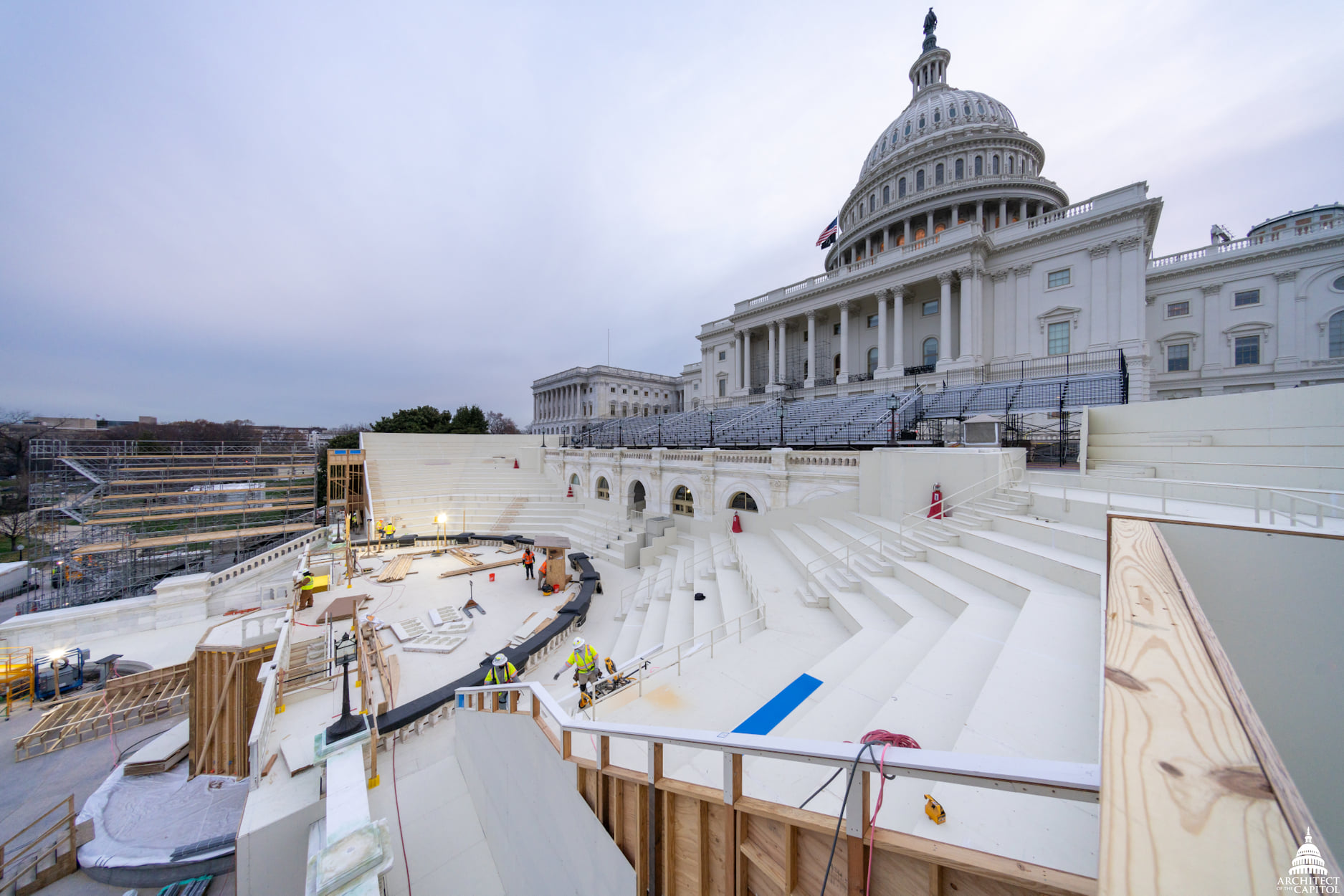
Bouw van het podium voor de inauguratie op 20 januari 2021

- 6 januari 2021: bestorming van het Amerikaanse Capitool in 2021
- 6 januari 2021:  gezamenlijke sessie van het congres om de stemmen van het Kiescollege te tellen na de Amerikaanse presidentsverkiezingen 2020
- 13 januari 2021: begin van de  tweede afzettingsprocedure tegen Donald Trump.
- Vanaf 19 januari 2021: hoorzittingen nieuwe ministers
- 20 januari 2021: inauguratie van Joe Biden als de 46e president van de Verenigde Staten en Kamala Harris als de 49e Vicepresident van de Verenigde Staten

## Wetgeving
- Infrastructure Investment and Jobs Act
- CHIPS and Science Act
- Inflation Reduction Act
- Respect for Marriage Act (homohuwelijk in de Verenigde Staten)

## Leden van de Senaat
(R) = Republikein, (D) = Democraat, (O) = Onafhankelijk  

Democratisch leiderschap in de Senaat (minderheid tot 20 januari 2021, daarna de meerderheid)
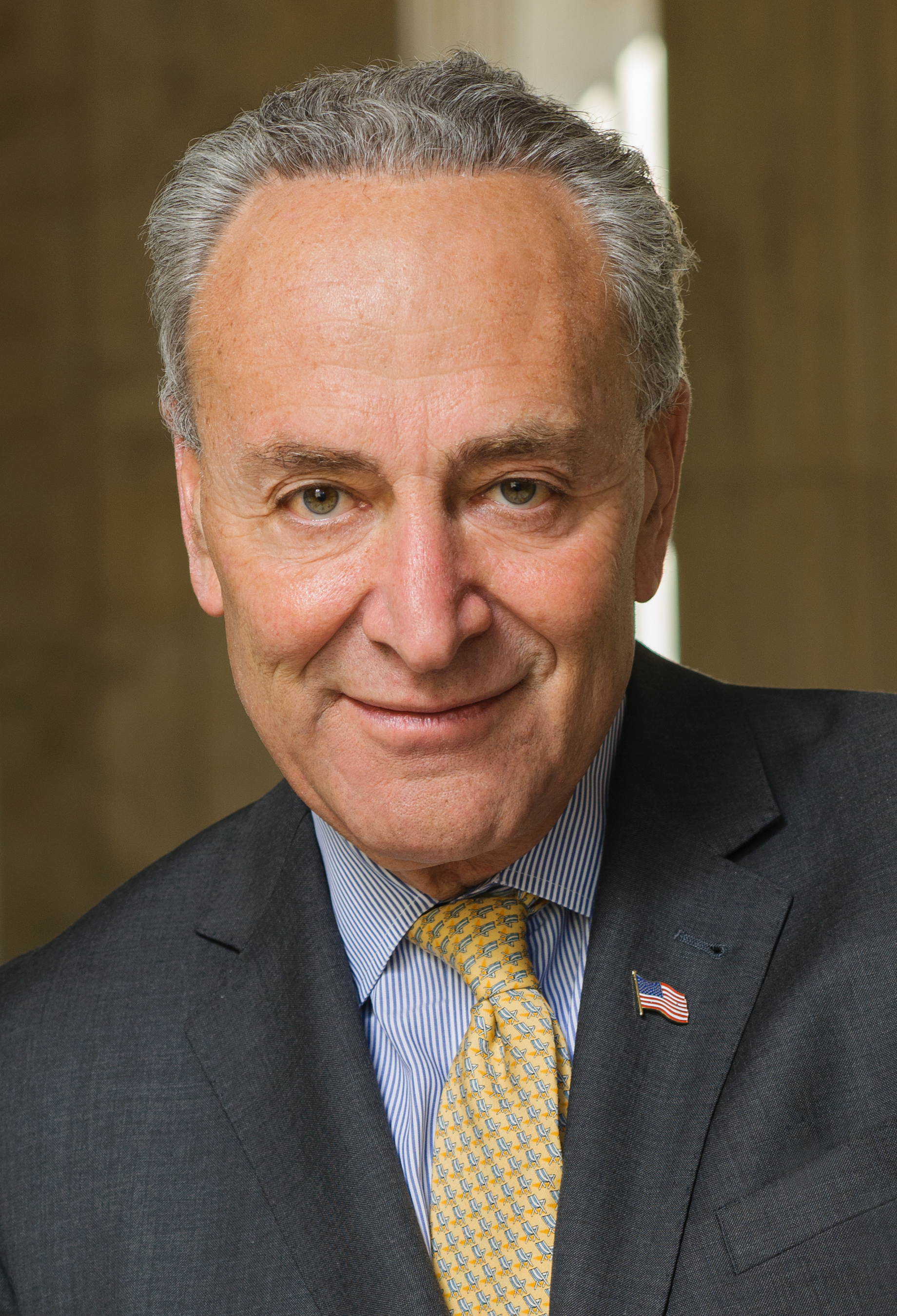
Democratische leider Chuck Schumer
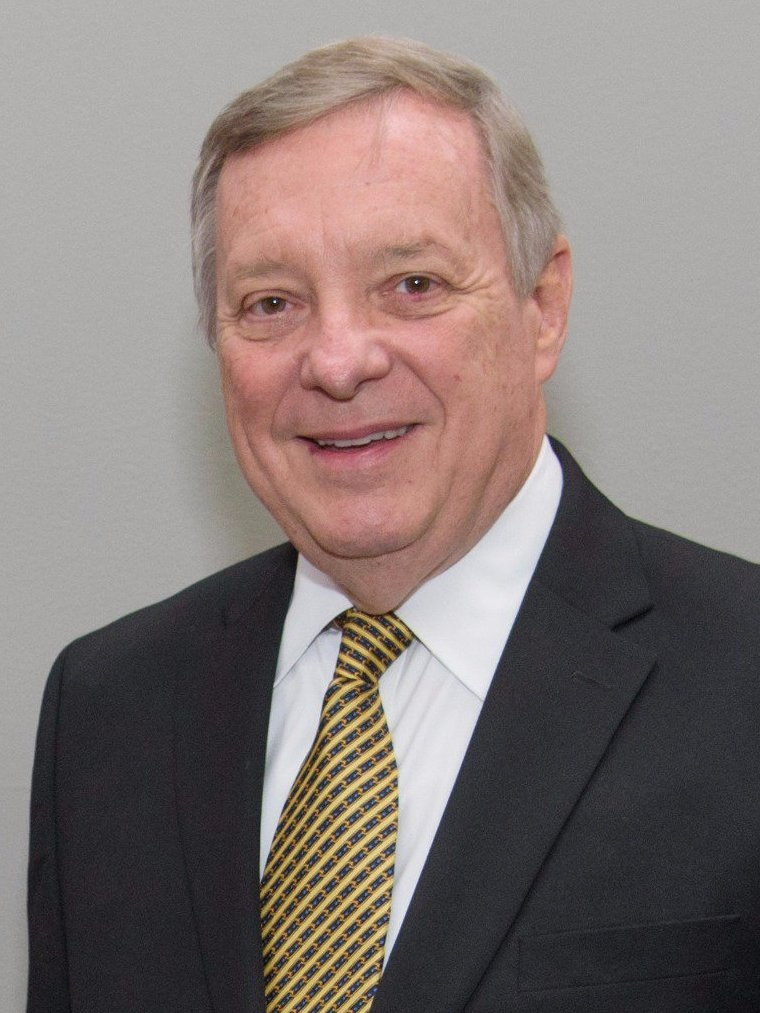
Democratische whip Dick Durbin

Republikeins leiderschap in de Senaat (meerderheid tot 20 januari 2021, daarna de minderheid)
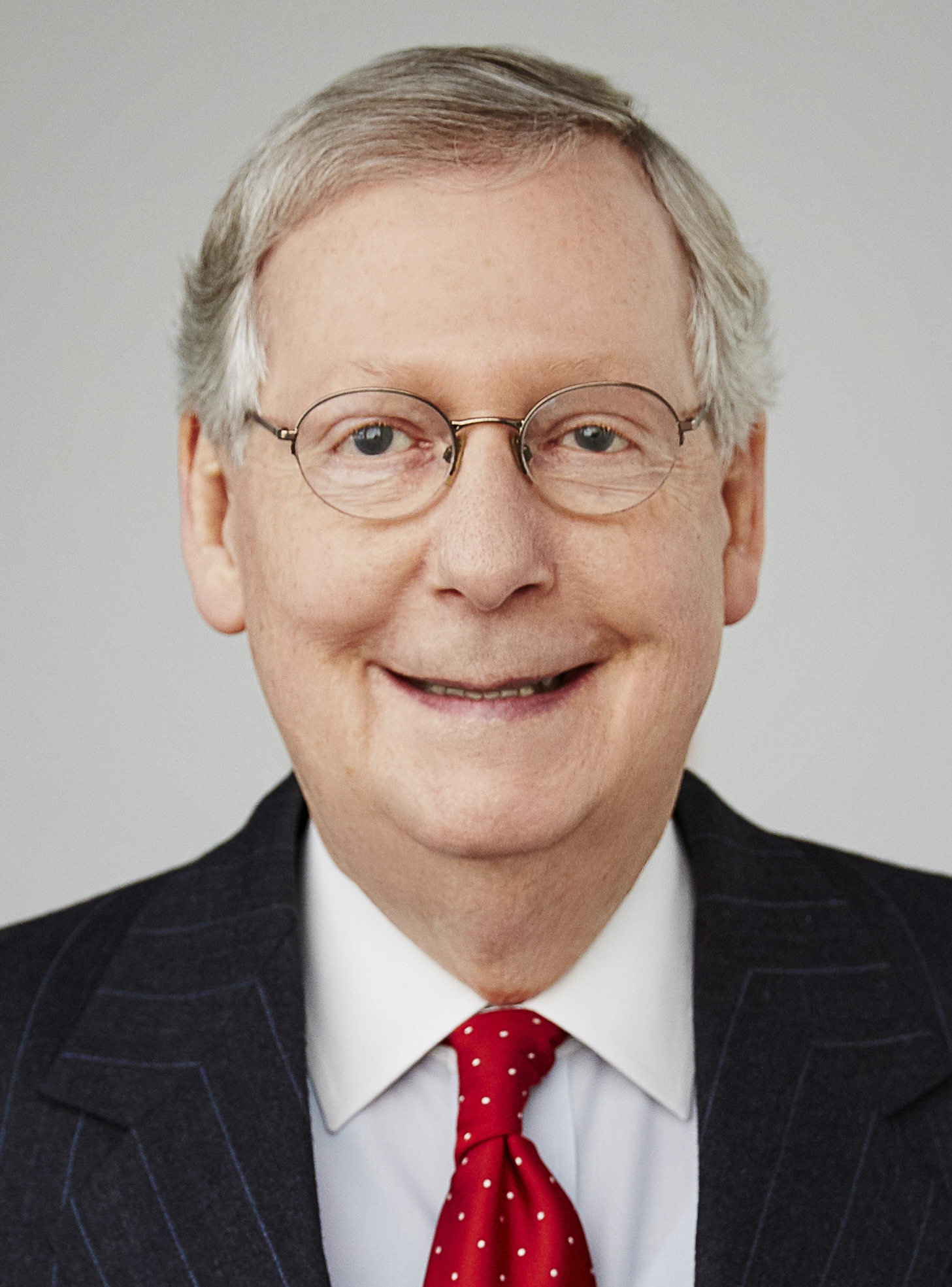
Republikeinse leider Mitch McConnell
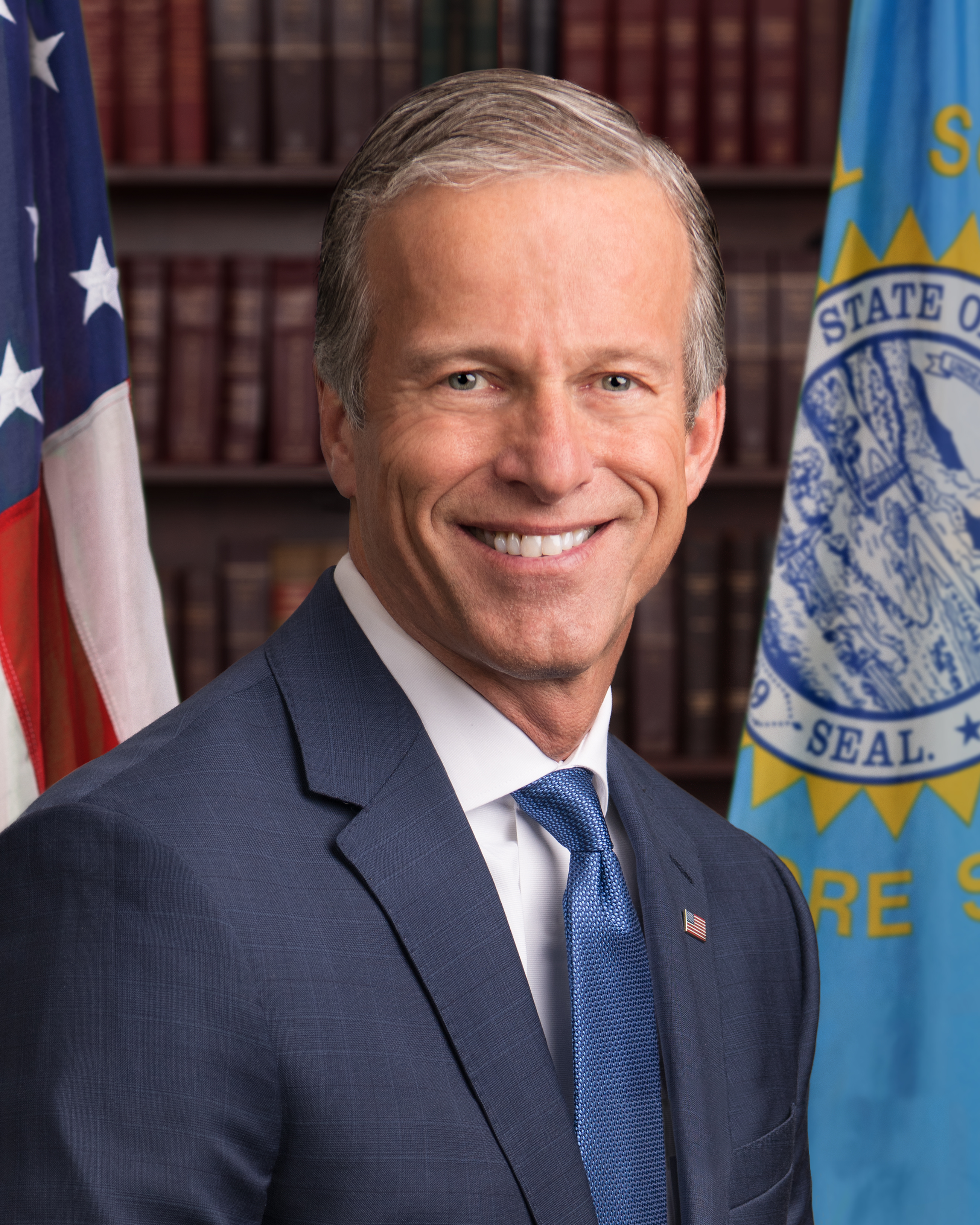
Republikeinse whip John Thune

| Staat                                                            | Senior senator             | Junior senator           |
| ---------------------------------------------------------------- | -------------------------- | ------------------------ |
| Alabama                                                          | Richard Shelby (R)         | Tommy Tuberville (R)     |
| Alaska                                                           | Lisa Murkowski (R)         | Dan Sullivan (R)         |
| Arizona                                                          | Kyrsten Sinema (D)         | Mark Kelly (D)           |
| Arkansas                                                         | John Boozman (R)           | Tom Cotton (R)           |
| Californië                                                       | Dianne Feinstein (D)       | Alex Padilla (D)         |
| Colorado                                                         | Michael Bennet (D)         | John Hickenlooper (D)    |
| Connecticut                                                      | Richard Blumenthal (D)     | Chris Murphy (D)         |
| Delaware                                                         | Tom Carper (D)             | Chris Coons (D)          |
| Florida                                                          | Marco Rubio (R)            | Rick Scott (R)           |
| Georgia                                                          | Jon Ossoff (D)             | Raphael Warnock (D)      |
| Hawaï                                                            | Brian Schatz (D)           | Mazie Hirono (D)         |
| Idaho                                                            | Mike Crapo (R)             | Jim Risch (R)            |
| Illinois                                                         | Dick Durbin (D)            | Tammy Duckworth (D)      |
| Indiana                                                          | Todd Young (R)             | Mike Braun (R)           |
| Iowa                                                             | Chuck Grassley (R)         | Joni Ernst (R)           |
| Kansas                                                           | Jerry Moran (R)            | Roger Marshall (R)       |
| Kentucky                                                         | Mitch McConnell (R)        | Rand Paul (R)            |
| Louisiana                                                        | Bill Cassidy (R)           | John Neely Kennedy (R)   |
| Maine                                                            | Susan Collins (R)          | Angus King (O)           |
| Maryland                                                         | Ben Cardin (D)             | Chris Van Hollen (D)     |
| Massachusetts                                                    | Elizabeth Warren (D)       | Ed Markey (D)            |
| Michigan                                                         | Debbie Stabenow (D)        | Gary Peters (D)          |
| Minnesota                                                        | Amy Klobuchar (DFL)        | Tina Smith (DFL)         |
| Mississippi                                                      | Roger Wicker (R)           | Cindy Hyde-Smith (R)     |
| Missouri                                                         | Roy Blunt (R)              | Josh Hawley (R)          |
| Montana                                                          | Jon Tester (D)             | Steve Daines (R)         |
| Nebraska                                                         | Deb Fischer (R)            | Ben Sasse (R)            |
| Nevada                                                           | Catherine Cortez Masto (D) | Jacky Rosen (D)          |
| New Hampshire                                                    | Jeanne Shaheen (D)         | Maggie Hassan (D)        |
| New Jersey                                                       | Bob Menendez (D)           | Cory Booker (D)          |
| New Mexico                                                       | Martin Heinrich (D)        | Ben Ray Luján (D)        |
| New York                                                         | Chuck Schumer (D)          | Kirsten Gillibrand (D)   |
| North Carolina                                                   | Richard Burr (R)           | Thom Tillis (R)          |
| North Dakota                                                     | John Hoeven (R)            | Kevin Cramer (R)         |
| Ohio                                                             | Sherrod Brown (D)          | Rob Portman (R)          |
| Oklahoma                                                         | Jim Inhofe (R)             | James Lankford (R)       |
| Oregon                                                           | Ron Wyden (D)              | Jeff Merkley (D)         |
| Pennsylvania                                                     | Bob Casey jr. (D)          | Pat Toomey (R)           |
| Rhode Island                                                     | Jack Reed (D)              | Sheldon Whitehouse (D)   |
| South Carolina                                                   | Lindsey Graham (R)         | Tim Scott (R)            |
| South Dakota                                                     | John Thune (R)             | Mike Rounds (R)          |
| Tennessee                                                        | Marsha Blackburn (R)       | Bill Hagerty (R)         |
| Texas                                                            | John Cornyn (R)            | Ted Cruz (R)             |
| Utah                                                             | Mike Lee (R)               | Mitt Romney (R)          |
| Vermont                                                          | Patrick Leahy (D)          | Bernie Sanders (O)       |
| Virginia                                                         | Mark Warner (D)            | Tim Kaine (D)            |
| Washington                                                       | Patty Murray (D)           | Maria Cantwell (D)       |
| West Virginia                                                    | Joe Manchin (D)            | Shelley Moore Capito (R) |
| Wisconsin                                                        | Ron Johnson (R)            | Tammy Baldwin (D)        |
| Wyoming                                                          | John Barrasso (R)          | Cynthia Lummis (R)       |
| 50 Republikeinen (R), 48 Democraten (D) en 2 onafhankelijken (O) |                            |                          |

Meerderheid bij 51 zetels, of 50 met doorslaggevende stem van de vicepresident (maar bij zijn afwezigheid niet van de president pro tempore, die heeft een gewone stem).

## Leden van het Huis van Afgevaardigden
Dit overzicht is mogelijk incompleet; u kunt helpen door het uit te breiden.
1 (1789) ·
2 (1791) ·
3 (1793) ·
4 (1795) ·
5 (1797) ·
6 (1799) ·
7 (1801) ·
8 (1803) ·
9 (1805) ·
10 (1807) ·
11 (1809) ·
12 (1811) ·
13 (1813) ·
14 (1815) ·
15 (1817) ·
16 (1819) ·
17 (1821) ·
18 (1823) ·
19 (1825) ·
20 (1827) ·
21 (1829) ·
22 (1831) ·
23 (1833) ·
24 (1835) ·
25 (1837) ·
26 (1839) ·
27 (1841) ·
28 (1843) ·
29 (1845) ·
30 (1847) ·
31 (1849) ·
32 (1851) ·
33 (1853) ·
34 (1855) ·
35 (1857) ·
36 (1859) ·
37 (1861) ·
38 (1863) ·
39 (1865) ·
40 (1867) ·
41 (1869) ·
42 (1871) ·
43 (1873) ·
44 (1875) ·
45 (1877) ·
46 (1879) ·
47 (1881) ·
48 (1883) ·
49 (1885) ·
50 (1887) ·
51 (1889) ·
52 (1891) ·
53 (1893) ·
54 (1895) ·
55 (1897) ·
56 (1899) ·
57 (1901) ·
58 (1903) ·
59 (1905) ·
60 (1907) ·
61 (1909) ·
62 (1911) ·
63 (1913) ·
64 (1915) ·
65 (1917) ·
66 (1919) ·
67 (1921) ·
68 (1923) ·
69 (1925) ·
70 (1927) ·
71 (1929) ·
72 (1931) ·
73 (1933) ·
74 (1935) ·
75 (1937) ·
76 (1939) ·
77 (1941) ·
78 (1943) ·
79 (1945) ·
80 (1947) ·
81 (1949) ·
82 (1951) ·
83 (1953) ·
84 (1955) ·
85 (1957) ·
86 (1959) ·
87 (1961) ·
88 (1963) ·
89 (1965) ·
90 (1967) ·
91 (1969) ·
92 (1971) ·
93 (1973) ·
94 (1975) ·
95 (1977) ·
96 (1979) ·
97 (1981) ·
98 (1983) ·
99 (1985) ·
100 (1987) ·
101 (1989) ·
102 (1991) ·
103 (1993) ·
104 (1995) ·
105 (1997) ·
106 (1999) ·
107 (2001) ·
108 (2003) ·
109 (2005) ·
110 (2007) ·
111 (2009) ·
112 (2011) ·
113 (2013) ·
114 (2015) ·
115 (2017) ·
116 (2019) ·
117 (2021) ·
118 (2023)